# Rukavac (żupania primorsko-gorska)
Rukavac – wieś w Chorwacji, w żupanii primorsko-gorskiej, w gminie Matulji. W 2011 roku liczyła 853 mieszkańców.